# Cnemaspis kandiana
Espèce
Synonymes
- Gymnodactylus kandianus Kelaart, 1852
- Gymnodactylus malabaricus Jerdon, 1854
- Gymnodactylus humei Theobald, 1876

Statut de conservation UICN

 LC  : Préoccupation mineure
Cnemaspis kandiana est une espèce de geckos de la famille des Gekkonidae.

## Répartition
Cette espèce est  endémique du Sri Lanka.

## Taxinomie
Cnemaspis gracilis et Cnemaspis tropidogaster ont par le passé été considérés comme synonymes ou sous-espèces de Cnemaspis kandiana.

## Publication originale
- Kelaart, 1852 : Ceylon Reptiles. Prodomus Faunae Zeylanicae, Colombo, vol. 1, part. 3, p. 143-187.